# Зеленко Катерина Іванівна
Катери́на Іва́нівна Зеле́нко (нар. 14 вересня 1916 — 12 вересня 1941) — радянська льотчиця. У роки німецько-радянської війни заступник командира 5-ї ескадрильї 135-го бомбардувального авіаційного полку (16-та змішана авіаційна дивізія, ВПС 6-ї армії, Південно-Західний фронт), старший лейтенант. Герой Радянського Союзу (1990 — посмертно).

## Біографія
Народилася 14 вересня 1916 року в селі Корощине (нині Олевського району Житомирської області).    Закінчила 7 класів неповної середньої школи № 10 міста Курська. З переїздом матері до Воронежа поступила в Воронезький авіаційний технікум.
У жовтні 1933 року закінчила Воронезький аероклуб і по комсомольській путівці потрапила до 3-ї Оренбурзької військової авіаційної школи льотчиків і льотчиків-спостерігачів імені К. Є. Ворошилова. У грудні 1934 року з відзнакою закінчила авіашколу і була спрямована до Харкова у 19-ту легку бомбардувальну авіаційну бригаду. Поряд зі службою в бригаді випробовувала літаки й авіаційне обладнання. За 4 роки освоїла 7 типів літаків.
Учасниця радянсько-фінської війни 1939–1940 років (єдина жінка серед льотчиків). Воювала у складі 3-ї ескадрильї 11-го легкого бомбардувального авіаційного полку (ВПС 8-ї армії). Зробила 8 бойових вильотів на Р-Z на бомбардування фінських військ. Знищила артилерійську батарею і склад боєприпасів противника, за що нагороджена орденом Червоного Прапора. Потім як льотчик-інструктор брала участь у перенавчанні керівного складу семи авіаційних полків на новий літак Су-2.
На фронтах німецько-радянської війни з першого її дня. Зробила 40 бойових вильотів (в тому числі вночі), брала участь у 12 повітряних боях з винищувачами супротивника.
В одному з бойових вильотів в липні 1941 року група бомбардувальників під її командуванням в районі міста Пропойськ знищила 45 танків, 20 автомобілів, до батальйону солдатів противника і без втрат повернулася назад.
12 вересня 1941 здійснила 2 бойових вильоти на розвідку. У другому вильоті її Су-2 був пошкоджений. Після обіду надійшло повідомлення про те, що німецькі танки прорвали фронт. Потрібно було терміново розвідати обстановку в районі Ромен — Ніжина — Прилуки — Пирятина — Лубен. Зеленко разом з льотчиком-спостерігачем лейтенантом М. Павликом вилетіла на літаку заступника командира полку А. І. Пушкіна в парі з екіпажем капітана Лебедєва. Під час повернення з завдання в районі міста Ромни їх атакували 7 ворожих винищувачів Bf-109. Радянські льотчики прийняли нерівний повітряний бій, але в хмарах втратили один одного. Незабаром літак Лебедєва був підбитий і він вийшов з бою. Зеленко залишилася одна проти семи ворогів. Німці взяли її літак в кільце. Як тільки один з них опинився в прицілі, Зеленко натиснула гашетку. «Мессершмітт» загорівся і пішов до землі. Але і Су-2 був підбитий, обидва члени екіпажу отримали поранення, а у Павлика, до того ж скінчився боєзапас. Зеленко наказала йому покинути літак, а сама продовжила вести бій. Незабаром і в неї патрони скінчилися. Тоді вона атакувала німця в лобову. Від удару крилом по фюзеляжу «Мессершмітт» розламався навпіл, а Су-2 вибухнув, при цьому льотчиків викинуло з кабіни. Уламки обох літаків впали на землю біля села Анастасівка Сумської області.
Тіло Катерини Зеленко було виявлено місцевими жителями М. Хоменком, А. М. Марченком, І. Сильченком, В. Петриченком, М. Бутком, С. Баликіним і упізнано по комсомольському квитку № 7463250, орденській книжці та посвідченню особи. У полк вони повідомити не встигли, тому що на наступний день село захопили німці. Спочатку пілотів поховали в центрі села Анастасівка. Після війни її останки були перевезені в місто Курськ.
Її чоловік — командир 4-ї ескадрильї того ж полку Павло Ігнатенко — загинув у повітряному бою в 1943 році.

## Обставини загибелі Катерини Зеленко
Загибель Катерини Зеленко практично відразу почала обростати масою фантастичних подробиць, мабуть, найспірнішою з яких стала версія про таран німецького «Мессершмітта», який нібито здійснила у своєму останньому бою відважна льотчиця. У Центральному Архіві Міністерства оборони РФ у Подольську збереглись бойові повідомлення 135-го близькобомбардувального авіаполку та нагородні листи учасників бою.

З бойового повідомлення штабу 135-го ББАП №033 від 20:00 12 вересня 1941 року, відомо наступне:
«1. 135 ббап у період 15:57 — 19:10 робив бомбардування військ противника в р-ні Ромни. Зроблено 8 вильотів на бомбардування та 2 літаковильоти на розвідку. Скинуто бомб АТ-25 26 шт., ФАБ-50 16 шт., АТ-10 10 шт. Витрачено 2000 патр.
2. 3 Су-2 у період 15:57 — 16:22 здійснили бомбардування мотоколони, що йде на Дерекалівку. 16:10 — Н-600 скинуто бомб АТ-25 26 шт, АТ-10 10 шт. Бомби лягли на ціль. Машини обстріляні із кулеметів. Одна машина спалахнула. Протидії ЗА та ВА не було.
3. 2 Су-2 вилетіли на бомбардування о 18:00 із завдання не повернулися.
4. 3 Су-2 у період 18:45 — 19:10 здійснили бомбардування мосту через річку Сула у місті Ромни. 19:01 — Н-1400 скинуто ФАБ-50 16 шт. Після бомбометання у р-ні цілі сильний вибух, причину не встановлено. У районі цілі суцільний вогонь ЗА. У південній частині Засулля рух автомашин. Протидії ВА не було.
5. Погода — обл. 6-7 балів Н-1500 видимість до 10 км.
6. Боїв. склад — справних Су-2 3, несправних 14. Готовність 6 годин 13.9.41.
7. Втрати за період 3 екіпажі. Льотчики — капітан Лебедєв, ст.л-т Зеленко, лейт-т Філінський. Літнаби — капітан Гавричков, лейт-т Павлик, л-т Суматохін повернувся.

Упоряд. о 21:00.»
Докладніші відомості про втрати містяться в бойовому донесенні №034:        
«5. У бойовому донесенні №033 від 13.9.41 вказувалося, що було втрачено 3 літаки. Як з'ясувалося згодом, екіпаж лейтенант Філінський і льотнаб лейтенант Суматохін були збиті в районі Ромни. Льотчик лейтенант Філінський смертельно поранений у голову, літнаб Суматохін неушкоджений і повернувся до частини. Інші два екіпажі, що вилетіли на бомбардування пр-ку в р-ні Ромни, були атаковані винищувачами пр-ку. Один екіпаж льотчик — капітан Лебедєв, льотнаб — капітан Гавричков був підбитий і здійснив вимушену посадку в Лебедин. Льотчик неушкоджений, льотнаб — поранений, літак розбитий. Екіпаж льотчик ст. л-т Зеленко та льотнаб лейтенант Павлик теж атакований винищувачами. Літак підбитий, льотнаб викинувся на парашуті і повернувся до частини. Доля льотчика невідома. За неперевіреними даними ст. л-т Зеленко поранено та знаходиться у Харківському госпіталі. Усього за 12.9 втрачено 3 літаки, 1 льотчика л-нта Філінського вбито, льотчик ст. л-т Зеленко та льотнаб — капітан Гавричков поранено».
З нагородного листа К.І. Зеленко:
«Тов. Зеленко посилалася на найважчі завдання, неодноразово літала, бомбардувала об'єкти пр-ка вночі, у повітряних боях брала участь 12 разів. За період її бойової роботи Зеленко має 40 бойових вильотів.
За героїзм, виявлений у боротьбі з білофінами, вона нагороджена 1940 р. орденом Червоного Прапора.
У повітряному бою під Ромно з Ме-109 пр-ка т. Зеленко було збито.

За бойові заслуги перед Батьківщиною, за виявлену мужність та героїзм, у боротьбі з німецькими загарбниками, представляю Катерину Іванівну ЗЕЛЕНКО до звання «Герой Радянського Союзу».
На жаль, у німецьких джерелах немає подробиць бою. Зважаючи на все, через погану погоду пілоти II й IV груп JG51, що базувалися на аеродромі Новгород-Сіверський і прикривали танкістів Гудеріана, що наступали через Ромни, цього дня майже не літали. Єдина згадка про перемоги за день — це дві заявки молодого унтерофіцера Антона Гафнера (Anton Hafner), який подає надії, з 6-ї ескадрильї, які зафіксовані навіть без вказівки часу. Відомо буквально наступне: 12 вересня Гафнер здобув свої восьму та дев'яту перемоги, збивши два літаки, упізнаних як «R-3». З дуже великою ймовірністю це саме Су-2 Зеленко та Лебедєва. Втрат та навіть пошкоджень у літаків II та IV/JG51 12 вересня не зафіксовано. Таким чином, жодних згадок про таран німецького винищувача чи взагалі якихось подробиць бою у відомих документах немає. Звідки взялася ця історія? Відповідь знаходимо у книзі Л.П. Жукової "Вибираю таран" (Москва, "Молодая Гвардия", 2005 рік):
«1943 року, коли Сумську область було звільнено від фашистів, до обласного військкомату прийшла вчителька Анастасія Пантелеймонівна Марченко та принесла комсомольський квиток із плямами крові. Ось що розповіла вона:
— Це квиток льотчиці, що таранила фашистський літак. Ми, мешканці села Анастасіївка, того дня, 12 вересня 1941 року, поспішали зібрати врожай з поля та сховати. Чекали, що ось-ось з'являться німці. Над нами розігрався бій: 7 фашистських літаків оточили один радянський. Він відстрілювався, і один ворожий літак спалахнув і помчав до землі. Потім радянський літак кинувся на фашистський з нальоту, і обидва впали додолу. Фашистський — на ліс, а наш — на край поля, до козацької могили — так у нас скіфські кургани звуть.
Старий Мусій Хоменко, досвідчений солдат, та Анастасія Марченко першими підбігли до літака. Серед його уламків лежав пілот у обгорілому комбінезоні. Дістали із нагрудної кишені документи.
— Це дівчина! «Та яка молоденька!» — сумно сказав старий Мусій і схилив голову.
Анастасія Пантелеймонівна переглянула документи — посвідчення особи, орденську книжку, комсомольський квиток.
— Комсомольський квиток № 7463250... Катерина Іванівна Зеленко... Рік народження 1916-й...
— Потрібно поховати дівчину, а то скоро німці можуть нагрянути, — схаменувся старий Хоменко.

Поховали Катю на узліссі, неподалік того місця, де впав її літак (після війни її останки були перевезені в місто Курськ). А ввечері Анастасіївку зайняли німці...»

## Нагороди
- Герой Радянського Союзу (5 травня 1990, посмертно) — за мужність і героїзм, проявлені в боротьбі з німецько-фашистськими загарбниками у Великій Вітчизняній війні 1941–1945 років
- Орден Леніна (грудень 1941, посмертно)
- Орден Червоного Прапора (1940)

## Пам'ять
- У 1971 році на місці загибелі К. І. Зеленко було проведено розкопки. На глибині трьох метрів були виявлені частини її літака, а за декілька кілометрів від цього місця уламки Bf-109 зі слідами таранного удару. Жителями Анастасівки на місці падіння літака Каті Зеленко був встановлений обеліск
- У Курську Катерині Іванівні споруджено пам'ятник і меморіальну дошку на будинку, де вона жила в дитячі роки.
- У Берестовці, де знаходився аеродром і звідки вона пішла у свій останній бойовий виліт, встановлено пам'ятник.
- Мала планета Сонячної системи, відкрита астрономом Кримської астрофізичної обсерваторії Т. Смирновою, на її честь названа Катюша.
- Її ім'я носили: морське судно, вулиці в Курську, Воронежі, Сумах, школи й піонерські дружини.
- Її комсомольський квиток довгий час зберігався у вчительки Анастасівської школи А. М. Марченко, а потім був переданий в Оренбурзьке вище льотне військове авіаційне Червонопрапорне училище льотчиків імені І. С. Полбіна.
- Музеї льотчиці були створені в с. Анастасівка і в курській школі № 10, в якій вона вчилася.